# Maharashtra Open
Maharashtra Open  (kendt som Tata Open Maharashtra af sponsoreringsgrunde) er et årligt ATP Tour 250 tennismesterskab for mænd i Pune, Indien. Det er en del af ATP Touren .
Turneringen organiseres årligt af Maharashtra Lawn Tennis Association (MLTA), det styrende organ for tennis i staten Maharashtra, på Shree Shiv Chhatrapati Sports Complex. Det spilles på hardcourt. 
Den første turnering blev afholdt i New Delhi. Den blev derefter flyttet til Chennai siden dens anden udgave, og derfra blev den flyttet til Pune i 2018, hvor den afholdes i januar. Turneringen ejes og arrangeres af RISE Worldwide.  Det er den eneste tennisbegivenhed på tourniveau, der i øjeblikket afholdes i Indien. 
Tallon Griekspoor fra Holland er den nuværende titelholder i singler, og Belgiens Sander Gille og Joran Vliegen er de nuværende titelholder i double i 2023. 

## Historie
Maharashtra Open er afholdt siden 1996. I dets første år var det placeret i New Delhi, derefter i Chennai, hvor det blev omdøbt til Chennai Open. Mesterskabet flyttede derfra til Pune, en by i Maharashtra, i 2018 og blev omdøbt til Maharashtra Open. 
På grund af COVID-19 i 2021 og sammenstød mellem datoer med Australian Open blev det ikke organiseret. 

## Stadion
Maharashtra Open afholdes årligt på Mhalunge Balewadi Tennis Complex i Pune i Indien. Det er et hardcourt mesterskab.

## Tidligere finaler

### Singler
| År            | Vinder                        | 2'er                          | Score                         |
| ↓ New Delhi ↓ | ↓ New Delhi ↓                 | ↓ New Delhi ↓                 | ↓ New Delhi ↓                 |
| ------------- | ----------------------------- | ----------------------------- | ----------------------------- |
| 1996          | Thomas Enqvist                | Byron Black                   | 6–2, 7–6(7–3)                 |
| ↓ Chennai ↓   |                               |                               |                               |
| 1997          | Mikael Tillström              | Alex Rădulescu                | 6–4, 4–6, 7–5                 |
| 1998          | Patrick Rafter                | Mikael Tillström              | 6–3, 6–4                      |
| 1999          | Byron Black                   | Rainer Schüttler              | 6–4, 1–6, 6–3                 |
| 2000          | Jérôme Golmard                | Markus Hantschk               | 6–3, 6–7(6–8), 6–3            |
| 2001          | Michal Tabara                 | Andrei Stoliarov              | 6–2, 7–6(7–4)                 |
| 2002          | Guillermo Cañas               | Paradorn Srichaphan           | 6–4, 7–6(7–2)                 |
| 2003          | Paradorn Srichaphan           | Karol Kučera                  | 6–3, 6–1                      |
| 2004          | Carlos Moyá                   | Paradorn Srichaphan           | 6–4, 3–6, 7–6(7–5)            |
| 2005          | Carlos Moyá (2)               | Paradorn Srichaphan           | 3–6, 6–4, 7–6(7–5)            |
| 2006          | Ivan Ljubičić                 | Carlos Moyá                   | 7–6(8–6), 6–2                 |
| 2007          | Xavier Malisse                | Stefan Koubek                 | 6–1, 6–3                      |
| 2008          | Mikhail Youzhny               | Rafael Nadal                  | 6–0, 6–1                      |
| 2009          | Marin Čilić                   | Somdev Devvarman              | 6–4, 7–6(7–3)                 |
| 2010          | Marin Čilić (2)               | Stan Wawrinka                 | 7–6(7–2), 7–6(7–3)            |
| 2011          | Stan Wawrinka                 | Xavier Malisse                | 7–5, 4–6, 6–1                 |
| 2012          | Milos Raonic                  | Janko Tipsarević              | 6–7(4–7), 7–6(7–4), 7–6(7–4)  |
| 2013          | Janko Tipsarević              | Roberto Bautista Agut         | 3–6, 6–1, 6–3                 |
| 2014          | Stan Wawrinka (2)             | Édouard Roger-Vasselin        | 7–5, 6–2                      |
| 2015          | Stan Wawrinka (3)             | Aljaž Bedene                  | 6–3, 6–4                      |
| 2016          | Stan Wawrinka (4)             | Borna Ćorić                   | 6–3, 7–5                      |
| 2017          | Roberto Bautista Agut         | Daniil Medvedev               | 6–3, 6–4                      |
| ↓ Pune ↓      |                               |                               |                               |
| 2018          | Gilles Simon                  | Kevin Anderson                | 7–6(7–4), 6–2                 |
| 2019          | Kevin Anderson                | Ivo Karlović                  | 7–6(7–4), 6–7(2–7), 7–6(7–5)  |
| 2020          | Jiří Veselý                   | Egor Gerasimov                | 7–6(7–2), 5–7, 6–3            |
| 2021          | Ikke afholdt grundet COVID-19 | Ikke afholdt grundet COVID-19 | Ikke afholdt grundet COVID-19 |
| 2022          | João Sousa                    | Emil Ruusuvuori               | 7–6(11–9), 4–6, 6–1           |
| 2023          | Tallon Griekspoor             | Benjamin Bonzi                | 4–6, 7–5, 6–3                 |

### Dobbles
| Year          | Champions                             | Runners-up                          | Score                         |
| ↓ New Delhi ↓ | ↓ New Delhi ↓                         | ↓ New Delhi ↓                       | ↓ New Delhi ↓                 |
| ------------- | ------------------------------------- | ----------------------------------- | ----------------------------- |
| 1996          | Jonas Björkman Nicklas Kulti          | Byron Black Sandon Stolle           | 4–6, 6–4, 6–4                 |
| ↓ Chennai ↓   |                                       |                                     |                               |
| 1997          | Mahesh Bhupathi Leander Paes          | Oleg Ogorodov Eyal Ran              | 7–6, 7–5                      |
| 1998          | Mahesh Bhupathi (2) Leander Paes (2)  | Olivier Delaître Max Mirnyi         | 6–7, 6–3, 6–2                 |
| 1999          | Mahesh Bhupathi (3) Leander Paes (3)  | Wayne Black Neville Godwin          | 4–6, 7–5, 6–4                 |
| 2000          | Julien Boutter Christophe Rochus      | Saurav Panja Prahlad Srinath        | 7–5, 6–1                      |
| 2001          | Byron Black Wayne Black               | Barry Cowan Mosé Navarra            | 6–3, 6–4                      |
| 2002          | Mahesh Bhupathi (4) Leander Paes (4)  | Tomáš Cibulec Ota Fukárek           | 5–7, 6–2, 7–5                 |
| 2003          | Julian Knowle Michael Kohlmann        | František Čermák Leoš Friedl        | 7–6(7–1), 7–6(7–3)            |
| 2004          | Rafael Nadal Tommy Robredo            | Jonathan Erlich Andy Ram            | 7–6(7–3), 4–6, 6–3            |
| 2005          | Lu Yen-hsun Rainer Schüttler          | Mahesh Bhupathi Jonas Björkman      | 7–5, 4–6, 7–6(7–4)            |
| 2006          | Michal Mertiňák Petr Pála             | Prakash Amritraj Rohan Bopanna      | 6–2, 7–5                      |
| 2007          | Xavier Malisse Dick Norman            | Rafael Nadal Bartolomé Salvá-Vidal  | 7–6(7–4), 7–6(7–4)            |
| 2008          | Sanchai Ratiwatana Sonchat Ratiwatana | Marcos Baghdatis Marc Gicquel       | 6–4, 7–5                      |
| 2009          | Eric Butorac Rajeev Ram               | Jean-Claude Scherrer Stan Wawrinka  | 6–3, 6–4                      |
| 2010          | Marcel Granollers Santiago Ventura    | Lu Yen-hsun Janko Tipsarević        | 7–5, 6–2                      |
| 2011          | Mahesh Bhupathi (5) Leander Paes (5)  | Robin Haase David Martin            | 6–2, 6–7(3–7), [10–7]         |
| 2012          | Leander Paes (6) Janko Tipsarević     | Jonathan Erlich Andy Ram            | 6–4, 6–4                      |
| 2013          | Benoît Paire Stanislas Wawrinka       | Andre Begemann Martin Emmrich       | 6–2, 6–1                      |
| 2014          | Johan Brunström Frederik Nielsen      | Marin Draganja Mate Pavić           | 6–2, 4–6, [10–7]              |
| 2015          | Lu Yen-hsun (2) Jonathan Marray       | Raven Klaasen Leander Paes          | 6–3, 7–6(7–4)                 |
| 2016          | Oliver Marach Fabrice Martin          | Austin Krajicek Benoît Paire        | 6–3, 7–5                      |
| 2017          | Rohan Bopanna Jeevan Nedunchezhiyan   | Purav Raja Divij Sharan             | 6–3, 6–4                      |
| ↓ Pune ↓      |                                       |                                     |                               |
| 2018          | Robin Haase Matwé Middelkoop          | Pierre-Hugues Herbert Gilles Simon  | 7–6(7–5), 7–6(7–5)            |
| 2019          | Rohan Bopanna (2) Divij Sharan        | Luke Bambridge Jonny O'Mara         | 6–3, 6–4                      |
| 2020          | André Göransson Christopher Rungkat   | Jonathan Erlich Andrei Vasilevski   | 6–2, 3–6, [10–8]              |
| 2021          | Ikke afholdt grundet COVID-19         | Ikke afholdt grundet COVID-19       | Ikke afholdt grundet COVID-19 |
| 2022          | Rohan Bopanna (3) Ramkumar Ramanathan | Luke Saville John-Patrick Smith     | 6–7(10–12), 6–3, [10–6]       |
| 2023          | Sander Gillé Joran Vliegen            | Sriram Balaji Jeevan Nedunchezhiyan | 6–4, 6–4                      |

## Sponsorer
- Tata motors (titelsponsor)
- MMRDA
- 1xBat
- Panchshil
- Dunlop
- Indisk træ (beklædningspartner)
- IMG

## Tv-udsendelse
Maharashtra Open er live og sendes udelukkende på Sports 18 HD- kanalen og livestreams på Jio biograf- appen i Indien.

## eksterne links
- Officiel hjemmeside
- ATP tournament profile